# Santa Catarina Xanaguía
Santa Catarina Xanaguía es una población del estado mexicano de Oaxaca, forma parte del municipio de San Juan Ozolotepec.

## Localización y demografía
Santa Catarina Xanaguía se encuentra localizada en el sur del estado de Oaxaca, como parte del municipio de San Juan Ozolotepec está integrada en el distrito de Miahuatlán de la región Sierra Sur, por lo que se ubica en las zonas elevadas de la Sierra Madre del Sur.
Sus coordenadas geográficas son 16°05′24″N 96°14′39″O / 16.09000, -96.24417 y a una altitud de 1 993 metros sobre el nivel del mar, se encuentra a una distancia aproximada de cuatro y medio kilómetros al sur de la cabecera municipal, San Juan Ozolotepec.
De acuerdo con el Censo de Población y Vivienda realizado en 2010 por el Instituto Nacional de Estadística y Geografía en 2010 tiene un total de 748 habitantes, de los que 377 son mujeres y 371 hombres.

## Historia
Fue una las comunidades afectadas por el Terremoto de Oaxaca de 2020 que tuvo lugar el 23 de junio de ese año, y a consecuencia del cual se registraron en la población numerosos heridos y al menos un fallecimiento.El primer pueblo de Santa cruz viejo arriba atrás del campamento, segundo pueblo, construyeron donde está la salud. Ahora primera capilla está un árbol que se llamaba a velite y ese árbol está colgada una campana 
El 25 de noviembre se celebra la fiesta patronal de santa catarina Martir las personas de la costa vienen a celebrar la fiesta de la patrona y taren su balín y con eso tocan música a través de esta canción empezó una pelea así que las personas se despidieron en 15 días y al medio día y en cerro en un nacimiento de agua vieron una gran nube el se acostó y empezó a soñar q se peleaban de ahí se despertó y se despidió de su compañero y de la gente de pueblo, entonces les dijo el hombre los busco y hombre los terminamos y le dijo el nombre del pueblo agua con lodo van a ver si van a ver viene con sangre entonces lo sacan con su sállete lo van a pegar porque es del otro pueblo pero si viene en agua de lodo entonces soy yo esa vez había gente de toro se convirtió en culebra sierra y culebra tono y esa agua de lodo llevó esa campana náhual hasta el pueblo san mateo del mar, pueblo aquí en el cerro de aquí construyeron el tercer pueblo había 25 habitantes entonces  vivían en cesa de zacate y cerco fue puro carrizo se vestían con ropa de manta, sus cobijas eran de algodón e hilo, sus guarraches de nopal, sacaban su dinero esta vez de ese pueblo. Era rico porque un río arriba del cerro de la sirena había oro, llegó un momento vinieron a traerlo entonces este pueblo quedó pobre, habían personas, más después cambiaban de religión, era la gente de la Iglesia católica y luego van a la iglesia cristiana y luego adventista es porque andas en la Iglesia católica 2000 años pedro el que aceptó el cristianismo del nuevo testamento el idioma saludo es “san dad san nay”.